# Zatoka Helgolandzka
Zatoka Helgolandzka (niem. Helgoländer Bucht) – zatoka Morza Północnego, u wybrzeża Niemiec, stanowiąca południowo-wschodnią część większej Zatoki Niemieckiej.
Granice zatoki wyznaczają wyspa Wangerooge na południowym zachodzie, wyspa Helgoland na północnym zachodzie i półwysep Eiderstedt na północnym wschodzie. Główne rzeki uchodzące do zatoki to Łaba, Wezera i Eider. Na południu w głąb lądu wcina się odnoga Zatoki Helgolandzkiej, Jadebusen. Głębokość zatoki wynosi do 56 m.
Wybrzeże zatoki jest rozległą strefą pływów (Morze Wattowe), będącą ważnym siedliskiem ssaków morskich, ptaków i ryb. Objęte jest ochroną w ramach trzech parków narodowych: Dolnosaksońskiego Morza Wattowego, Hamburskiego Morza Wattowego i Szlezwicko-Holsztyńskiego Morza Wattowego.
Przez zatokę przebiegają drogi wodne wiodące do portu w Hamburgu i Kanału Kilońskiego.
Na zatoce rozegrały się dwie bitwy morskie I wojny światowej – pierwsza w 1914 roku, druga w 1917 roku. W 1939 roku, podczas II wojny światowej, doszło tu do bitwy powietrznej.